# Patrick Troughton
Patrick Troughton (Mill Hill, 25 maart 1920 – Columbus, Georgia, 28 maart 1987) was een Brits acteur die vooral bekendstond als tweede vertolker van The Doctor in de Britse sciencefictionserie Doctor Who.
Hij verving acteur William Hartnell in 1966 in de serie nadat die door ziekte en ouderdom de rol moest opgeven. Daarbij had hij de moeilijke taak om het publiek van zijn voorganger voor zichzelf te winnen. In 1969 verliet ook Troughton de serie, om vervangen te worden door Jon Pertwee.

## Filmografie (selectie)
- Badger's Green (1949)
- The Franchise Affair (1951)
- The Moonraker (1958)
- Jason and the Argonauts (1963)
- The Black Torment (1964)
- Doctor Who (1966-1969,1973,1983,1986)
- Scars of Dracula (1970)
- The Omen (1976)

- Bibliothèque nationale de France: cb16938308p (data)
- International Standard Name Identifier: 0000 0000 8609 8141
- Library of Congress Control Number: nb97067331
- MusicBrainz: fcbe23bd-f141-44a6-aff6-a227fc7d1746
- Nationale bibliotheek van Australië: 35232913
- SNAC: w67r4685
- Trove: 875162
- Virtual International Authority File: 124584780
- WorldCat: E39PBJm4RQTM7xPBDBxMFy6qcP